# Empty eyes
Empty eyes is een kunstwerk in de Noord-Hollandse plaats Bussum. Het is een werk van de kunstenaar Jan Samsom en werd geplaatst in 2003 op de rotonde Huizerweg/Landstraat/Kerkstraat.
Tegenover dit monument staat de Vredekerk en stond tot in de jaren 90 het kerkje van Studio Irene.
Het kunstwerk stelt 5 ogen voor die zijn geplaatst op een zuil. Het herinnert aan Studio Irene en de begintijd van de televisie in Bussum.